# Joaquim Rodríguez
Joaquim Rodríguez Oliver (Parets del Vallès, 1979. május 12. –) spanyol profi kerékpáros. A 2010-es UCI-világranglista győztese. 2016-ban visszavonult a versenyzéstől.

## Pályafutása

### 2003-2007
2003-ban kezdődtek a sikeres évek, szakaszt nyert a Vueltán és a Párizs-Nizzán. 2004-ben megnyerte a Setmana Catalana de Ciclisme összetett versenyét. 2005-ben a hegyek királya lett a Vueltán. 2006-ban megint szakaszt nyert a Párizs-Nizzán, 2007-ben megnyerte a spanyol országúti bajnokság mezőnyversenyét, valamint még kisebb versenyeket nyert(Klasika Primavera,Villafranca de Ordizia).

### 2008
Március elején szakaszt nyert a Tirreno-Adriaticon, majd elindult több tavaszi klasszikuson is, 8. lett az Amstel Gold Race-en, a Liége-Bastogne-Liége-en és a La Fléche Wallone-on is. Májusban következett a Giro d’Italia, ahol összetettben a 17. helyen végzett,valamint két szakaszon is 3. lett.
A Vuelta volt az első háromhetese,ahol top 10-ben végzett,6. lett.A 13. szakaszon 3. helyen ért célba. A varesei országúti világbajnokságon 6. lett.

### 2009
Tavasza nagyon jól sikerült, szakaszt nyert a Tirreno-Adriaticon és a Burgosi körversenyen, valamint a Liége-Bastogne-Liége klasszikuson második lett Andy Schleck mögött. A Giro d'Italiát nem teljesítette, a 11. szakaszon feladta a versenyt. A Tour de France-on ebben az évben sem indult, viszont a Vueltán összetettben a 7. helyet szerezte meg. A világbajnokságon mezőnyversenyben a harmadik helyen végzett Cadel Evans és Alexandr Kolobnev mögött.

### 2010
Márciusban a Párizs-Nizzán több szakaszon is jól ment, végül a 7. helyet szerezte meg, valamint megnyerte a Katalán körversenyt, áprilisban a Baszk körversenyt és a GP Miguel Indurain-t, a La Fléche Wallone-on pedig második lett.
Ebben az évben a Giro helyett a Touron indult. A 12. szakaszt megnyerte Contador előtt, majd a 14. szakaszon tudott még maradandót alkotni, ötödikként ért fel az Ax 3 Domaines-re, és a Pireneusoki királyetapon (Col du Tourmalet) is hetedik helyen végzett. A hosszú időfutamon 4 és fél percet kapott az összetettben élen álló Contadortól, így 8. helyen zárta ezt a Tourt 11 perc 37 másodperces hátránnyal.
Következett a Vuelta. Az első szakaszokon rögtön nagyon jó pozícióba került (Top 10-ben volt a 3. szakasztól az utolsóig). Az egész Vueltán szépen ment -a 14. szakaszt meg is nyerte-, ennek meg is lett a jutalma, a 16. szakasz után felhúzhatta a vörös trikót.Egy nappal később csalódást keltően ment a hosszú időfutamon, elveszítette a vörös trikót és visszacsúszott az összetett verseny 5. helyére.Még egy lehetősége volt a javításra: a 20. szakasz.A Bola Del Mundo-ra harmadikként ért fel, ezzel pedig a 4. helyen végzett összetettben 4 perc 20 másodperc hátránnyal.
Ő nyerte meg a UCI Világranglistát.

### 2011
Tavasszal megnyerte a Burgosi körversenyt és a Baszk körversenyen szakaszt nyert. A klasszikusokon is jól szerepelt, második lett az Amstel Gold Race-en és a La Fléche Wallone-on.
A májusi Giro d'Italián 5. lett. Az első héten csak megbújt a mezőnyben, a második héttől lendült formába. A 11. szakaszon második lett John Gadret mögött. A 19-20. szakaszon is az első ötben végzett, összetettben 5. helyen állt, maradt is abban a pozícióban, az utolsó szakaszon már nem tudott javítani helyezésén. Júniusban elindult a Dauphine Liberén. Kitűnően ment a hegyi szakaszokon, a 6. és a 7. szakaszt is megnyerte, az 1. szakaszon második lett. Összetettben 5. helyen végzett.
A Vueltán is viszonylag jól ment, 2 szakaszt is nyert, végig versenyben volt a zöld trikóért, amit csak az utolsó napon veszített el. A piros trikóért folytatott versenybe nem tudott igazán beleszólni, mert a nagy hegyeket nem bírta. Októberben 3. lett a Giro di Lombardián.

## Eredményei
| 2001 - ONCE-Eroski - Escalada a Montjuïc - 1. hely - Subida a Urkiola - 3. hely 2003 - ONCE-Eroski - Vuelta a España - 1., 8. szakasz - 2., 1. szakasz (Egyéni időfutam) - Párizs-Nizza - 1., 6. szakasz 2004 - Saunier Duval-Prodir - Setmana Catalana - Összetett verseny győztese 2005 - Saunier Duval-Prodir - Subida a Urkiola - 1. hely - Vuelta a Burgos - 2., Összetett versenyben - Clásica de San Sebastián - 2. hely - Vuelta a España - Hegyi pontverseny győztese 2006 - Caisse d'Epargne-Illes Balears - Párizs-Nizza - 1., 5. szakasz - Escalada a Montjuïc - 1. hely 2007 - Caisse d'Epargne-Illes Balears - Spanyol országúti-bajnokság mezőnyverseny - 1. hely - Klasika Primavera - 1. hely - GP Villafranca de Ordizia - 1. hely 2008 - Caisse d'Epargne-Illes Balears - Tirreno–Adriatico - 1., 3. szakasz - Amstel Gold Race - 8. hely - La Flèche Wallonne - 8. hely - Liège–Bastogne–Liège - 8. hely - Vuelta a España - 6., Összetett versenyben - 3., 13. szakasz 2009 - Caisse d'Epargne-Illes Balears - Tirreno–Adriatico - 1., 4. szakasz - Vuelta a Burgos - 1., 2. szakasz - Liège–Bastogne–Liège - 2. hely - Vuelta a España - 7., Összetett versenyben - Országúti világbajnokság mezőnyverseny - 3. hely | 2010 - Katyusa - Volta a Catalunya - Összetett verseny győztese - GP Miguel Indurain - 1. hely - Baszk körverseny - 4., Összetett versenyben - 1., 5. szakasz - La Flèche Wallonne - 2. hely - Tour de France - 8., Összetett versenyben - 1., 12. szakasz - 3., 17. szakasz - Clásica de San Sebastián - 5. hely - Vuelta a España - 4., Összetett versenyben - 1., 14. szakasz - 2., 3. szakasz - 3., 20. szakasz - 1., 2010-es UCI-világranglista 2011 - Katyusa - Amstel Gold Race - 2. hely - La Flèche Wallonne - 2. hely - Giro d’Italia - 5., Összetett versenyben - 2., 11. szakasz - 3., 20. szakasz - Critérium du Dauphiné - 5., Összetett versenyben - Hegyi pontverseny győztese - Pontverseny győztese - 1., 6. szakasz - 1., 7. szakasz - 2., 1. szakasz - Vuelta a Burgos - Összetett verseny győztese - Pontverseny győztese - 1., 2. szakasz - Vuelta Espana - 19., Összetett versenyben - 1., 5. szakasz - 1., 8. szakasz 2012 - Katyusa - Tirreno-Adriatico - 6. összetettben - 1., 6. szakasz - Baszk körverseny - 2. összetettben - 1., 4. és 5. szakasz - La Fléche Wallonne - 1. hely - Giro d’Italia - 2. összetettben - 1. pontversenyben - 1., 10. és 17. szakasz - Clásica de San Sebastián - 8. hely - Vuelta Espana - 1., 6. 12. és 14. szakasz |

2015
- Baszk körverseny
- Tour de France
  - 1., 3. és 12. szakasz